# L'Eggs Four Woman 1977 - Singolare
Il singolare del torneo di tennis L'Eggs Four Woman 1977, facente parte dei Tornei di tennis femminili indipendenti nel 1977, ha avuto come vincitrice Chris Evert che ha battuto in finale Martina Navrátilová con il punteggio di 6–3, 7–6.

## Tabellone

### Legenda
| - Q = Qualificato - WC = Wild card - LL = Lucky loser | - ALT = Alternate - SE = Special Exempt - PR = Protected Ranking | - w/o = Walkover - r = Ritirato - d = Squalificato |

|  | Primo turno         | Primo turno         | Primo turno   | Primo turno | Primo turno |  |  | Finale              | Finale              | Finale              | Finale | Finale |  |
|  |                     |                     |               |             |             |  |  |                     |                     |                     |        |        |  |
|  | Chris Evert         | Chris Evert         | Chris Evert   | 6           | 6           |  |  |                     |                     |                     |        |        |  |
|  | Virginia Wade       | Virginia Wade       | Virginia Wade | 3           | 4           |  |  | Chris Evert         | Chris Evert         | Chris Evert         | 6      | 7      |  |
|  | Martina Navrátilová | Martina Navrátilová | 6             | 3           | 6           |  |  | Martina Navrátilová | Martina Navrátilová | Martina Navrátilová | 3      | 6      |  |
|  | Sue Barker          | Sue Barker          | 4             | 6           | 3           |  |  |                     |                     |                     |        |        |  |